# Papír

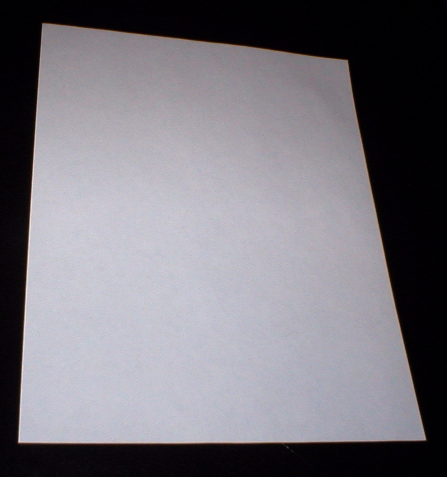
List papíru – výsledný produkt

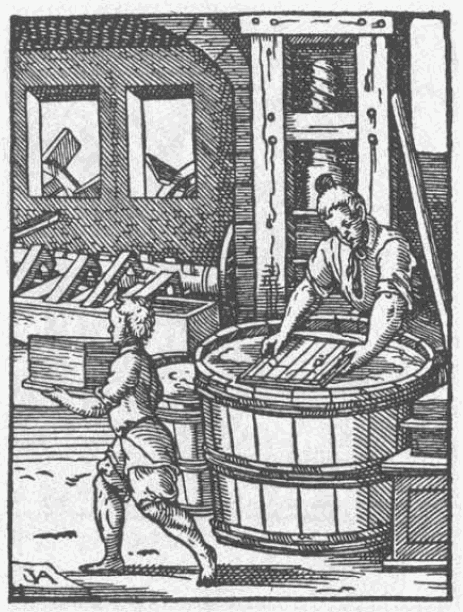
Výroba papíru kolem roku 1570

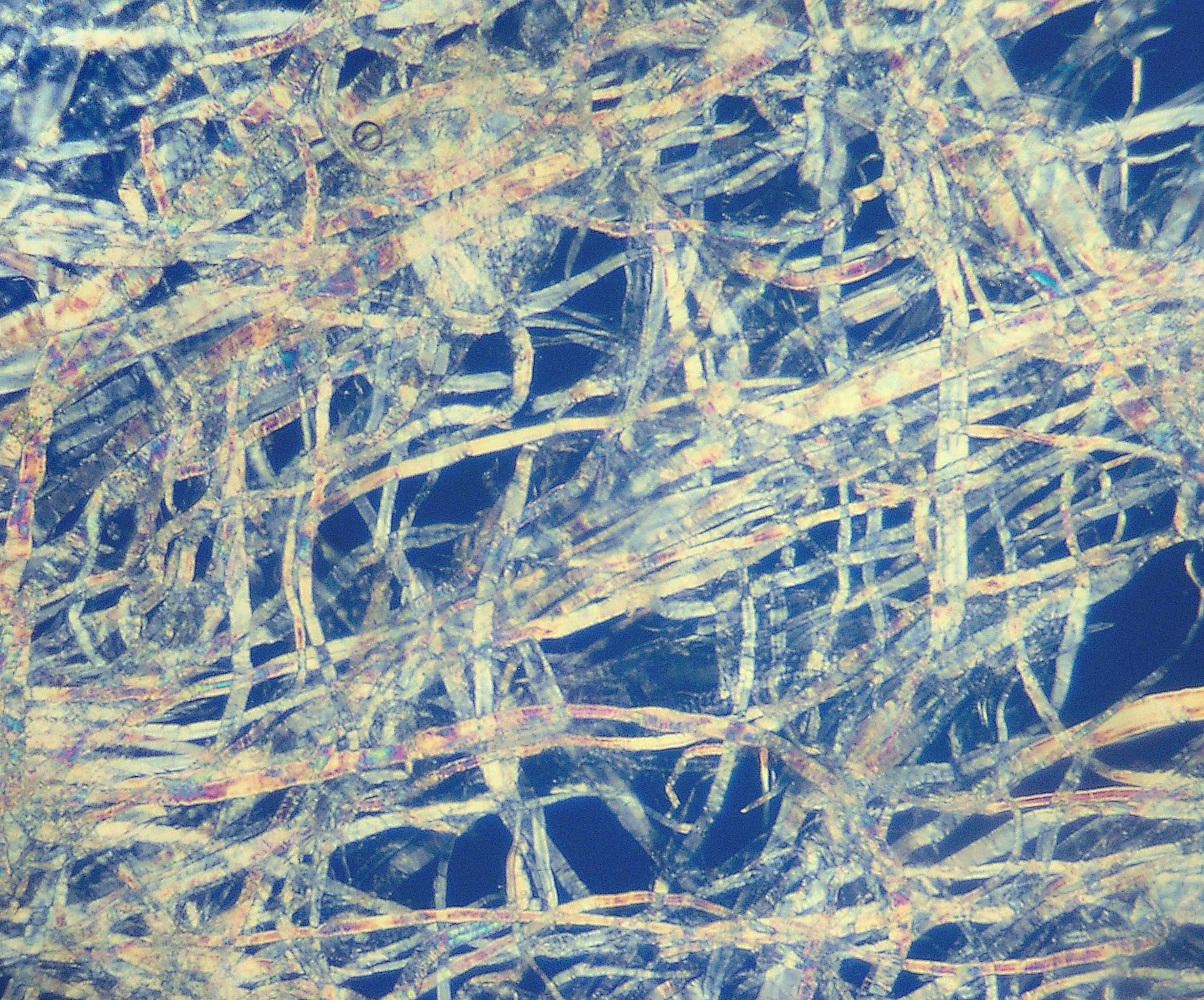
Buničina při dvěstěnásobném zvětšení s polarizačním filtrem

Papír je tenký, hladký materiál vyráběný zhutněním vlákna. Použitá vlákna jsou obvykle přírodní a založená na celulóze. Nejobvyklejší materiál je buničina vyrobená ze dřeva (většinou smrku), či ze sekundárních vláken (sběrový papír), ale mohou být použity i jiné rostlinné vláknité materiály jako bavlna, a konopí, vlákna živočišná, ale i jiné alternativní suroviny, výjimečně (třeba na Srí Lance) sloní trus.  Trendem dnešního složení papíru je kromě celulózových materiálů příměs polymerů, zejména pro papíry pro tisk bankovek. Teplota samovznícení papíru dosahuje nad 185 °C.
Papírové archy se mohou chovat jako velmi ostré žiletky a způsobit papírové říznutí.

## Etymologie
Pojmenování papíru pochází ze slova papyrus. Pro jeho spojení s městem Byblos tak vzniklo i označení pro knihu (bible).

## Historie
Papír byl vynalezen v Číně, kde byl vyráběn z konopí a až v 1. století př. n. l. se začal papír vyrábět z hedvábných a lněných hadrů. Papír tak, jak ho známe dnes, byl vynalezen v Číně asi roku 105 n. l. Do Evropy se dostal prostřednictvím Arabů. První papírny proto vznikaly ve Španělsku, odkud se pak šířily do Itálie a Francie (12.–14. století). Od 16. století se pak začaly objevovat papírny i v českých zemích (1499 Zbraslav, 1501 Olomouc, dále Turnov, Frýdlant, Staré Město pražské, 1596 Velké Losiny).
Papír byl sice méně kvalitní než pergamen, nicméně byl mnohem levnější. Proto začal pergamen vytlačovat, až nakonec v 16. století papír převládl (na pergamen byly psány jen významné listiny).

## Druhy

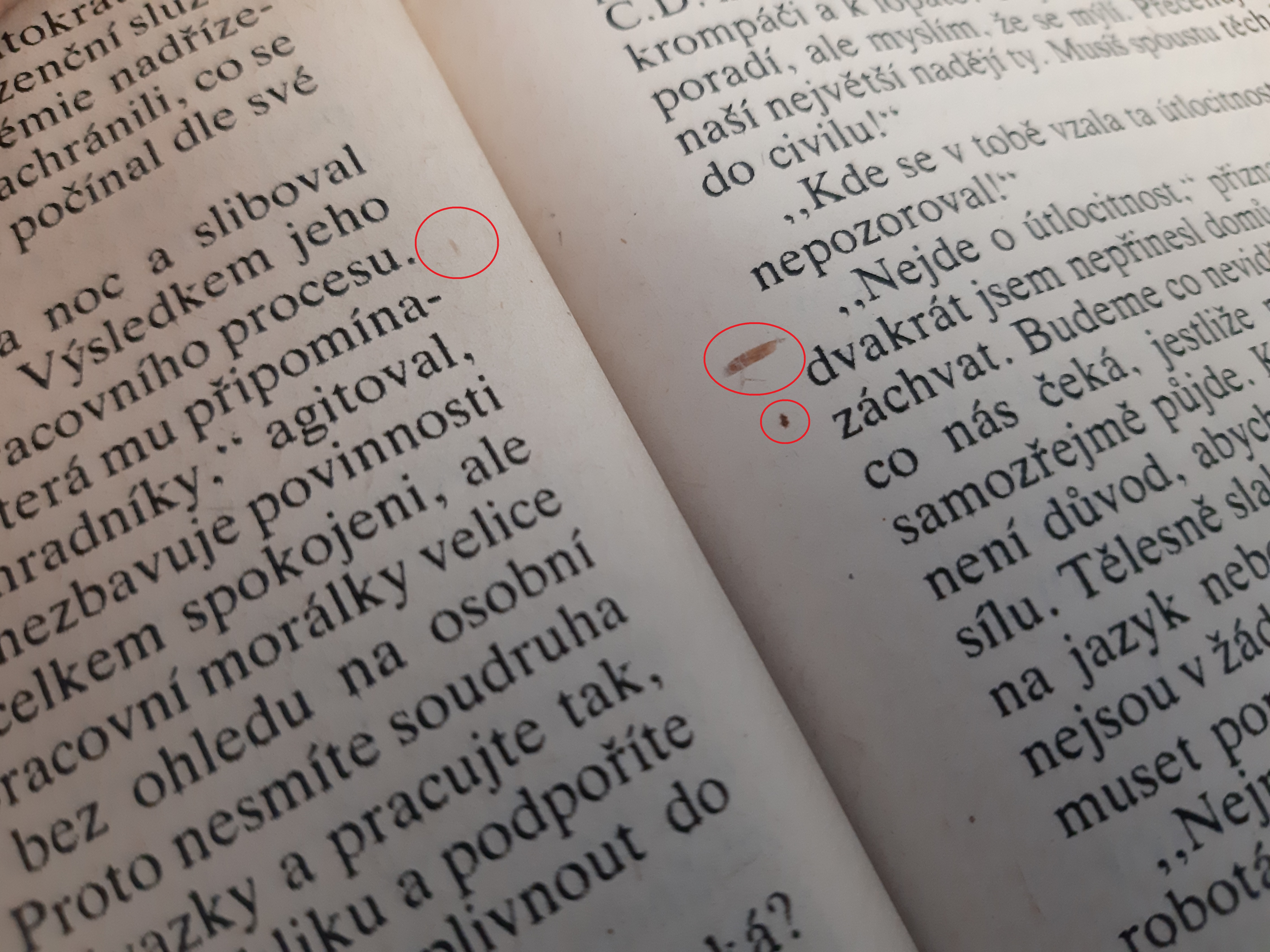
Méně kvalitní papír (použitý k vytištění knihy v roce 1991) s viditelnými kousky dřeva.

Papíry můžeme dělit podle několika hledisek (formátu, gramáže, bělosti, průhlednosti a povrchové úpravy). Jednotlivé druhy papíru pak mají specifické využití:
- Xeroxový (či ofsetový) – jedná se o běžný kancelářský papír do tiskáren, který mívá nejběžněji gramáž 70–80 g/m². Dělí se na typ A (nejkvalitnější), B a C.
- Fotopapír – je potažen fotocitlivou vrstvou, která po expozici, vyvolání a ustálení zobrazí obraz předlohy.
- Tiskový fotopapír – je potažen speciální vrstvou, která umožňuje, že se barva do papíru nevpije a vytištěná fotografie má patřičnou ostrost.
- Křídový papír – jeho povrch je natřený křídou, díky čemuž bývá hladší a bělejší. Typicky se využívá např. pro tvorbu cigaretových papírků, vizitek, katalogů, magazínů či vstupenek.
- Light Weight Coated papír (LWC) – dřevitý natíraný papír, který se používá pro reklamní letáky a levné časopisy.
- Recyklovaný papír – představuje ekologickou variantu xeroxového papíru.
- Novinový papír
- Termopapír – jeho povrch obsahuje fotocitlivou vrstvou, která po ohřevu zobrazí barvy na určených místech. Používá se např. u pokladen v obchodech na tisk stvrzenek.
- Strukturovaný papír – jeho povrch je upraven embosováním (vytvořením reliéfu na papíru). Běžně se využívá u blahopřání, pozvánek či kondolencí.
- Samopropisovací papír (kopírák) – uhlový papír, který umožňuje s pomocí tlaku přenos barvy z jednoho papíru na další.
- Karton – tvrdý papír s vysokou gramáží, kromě klasických lepenkových krabic nachází uplatnění u pohlednic či skládaček.
- Toaletní papír či další papír sloužící k hygienickým účelům

## Výroba

### Ruční papír
Papír byl vyráběn původně ze lněného nebo bavlněného odpadu. Se vzrůstající potřebou papíru však bylo potřeba hledat nové technologie, což vedlo k využívání pilin, slámy a starého papíru (jeho využívání vedlo mnohdy k ničení archiválií).
Výroba: nabírání papíroviny z kádě na čerpací formu. Původní čerpací formu tvořil laťový rám vyztužený žebry, na kterých bylo upevněno síto. Forma měla dvě části – síto a snímatelný rám – jeho výškou se řídila vrstva papíroviny a tím i gramáž papíru.
Formy si mohl papírník vyrábět sám, ale vyráběli je také formaři.
Na ručním papíru se objevují stopy síta (žebrování) nazývaný vergé [veržé] a vodotisky. Objevují se papíry bez stop síta na papíru a bez stop síta v průsvitu – síto bývalo velice husté. Takový papír se nazývá velin.

### Moderní výroba

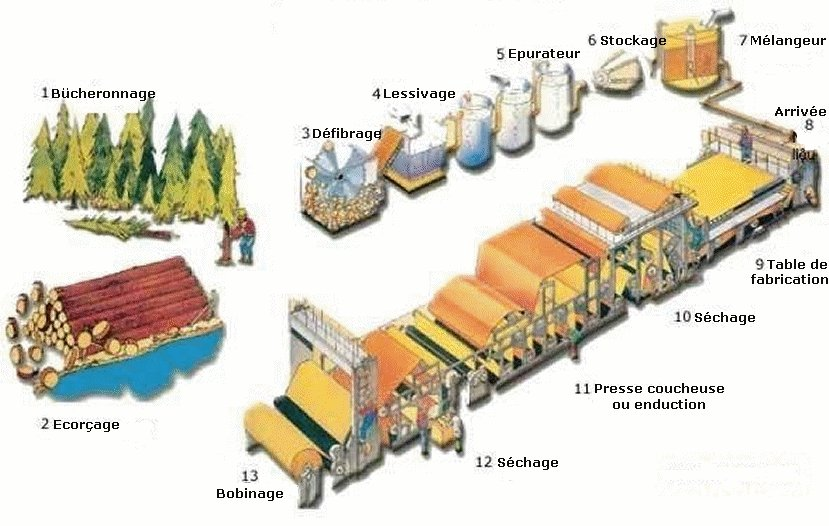
schéma výroby papíru (francouzsky)

Moderní výrobní proces papíru na papírenském stroji, jenž byl vynalezen panem Fourdrinierem, má tyto fáze:

#### Výroba vláknoviny – buničiny
Ze vstupního materiálu (dřevěné štěpky) je nejprve vyrobena buničina, případně dřevovina.

#### Příprava
Získaná vláknovina se pak upravuje podle typu vyráběného papíru, a to mechanicky a chemicky.
Mechanické úpravy – mletí. Vláknina se ve vodní suspenzi mele kontinuálně v diskových mlýnech. Pro měkké savé papíry se vláknina mele velmi málo, avšak pro tukotěsné papíry (pergamenová náhrada) je stupeň mletí velmi vysoký.
Chemické úpravy – do vlákniny se přidává kationický škrob (pro zvýšení pevností papíru), barvy, klížidlo (proti rozpíjení tiskových barev nebo inkoustu), plniva – kaolin nebo uhličitan vápenatý (aby nebyl papír průsvitný), retenční prostředky (pro zvýšení výtěžnosti) a další chemické prostředky.

#### Papírenský stroj
Mokrá část
Vláknitá suspenze natéká na podélné nekonečné síto, na němž dochází k odvodnění vlákniny tak, že vlákna se usazují na povrchu síta a voda protéká do sběrné vany. Dále se může voda ze spodní strany síta odsát sacími skříněmi.
Lisová část
Papírový list se snímá ze síta pomocí plstěnce do lisové části (několik válcových lisů za sebou), kde se lisováním odstraní další voda z papírového listu.
Sušicí část
Protože již není možné mechanicky odstranit zbývající vodu v papírovém listu, musí se papírový list sušit na válcích, které jsou vytápěny párou. Ve středu sušicí části může být umístěno natírací zařízení pro povrchové úpravy papíru (povrchové klížení nebo natíraní). Na konci papírenského stroje může být kalandr. Je to zvláštní lis, kde se papír povrchově uhlazuje. Pak následuje navíječ, na něj se papírový list navíjí do rolí nebo stůl, na kterém se papír řeže na formáty.

#### Formování do archů
Směs celulózy se dále ředí vodou, výsledkem je velmi jemný neusazený kal (suspenze). Tato zředěná suspenze se cedí přes jemné, pohybující se síto, v nekonečný pás papíroviny. Vodotisk může být vložen do papíru v této fázi procesu. Tento pohybující se pás je stlačen a sušen do spojitého pásu papíru.
V případě formového procesu, množství celulózy je nabráno do formy s drátově-sítovým základem (nebo jiným cedicím zařízením), tedy vlákna jsou položená na sítu, a nadbytečná voda může být odceděna mimo. Nyní lze použít tlak na odstranění přebytečné vody. Papír pak může být odebrán z formy, vlhký nebo suchý, a lze pokračovat v dalším zpracování.
Většina hromadně vyráběného papíru se vyrábí použitím spojitého (Fourdrinierova) procesu pro vytvoření listu. Po vysušení tento spojitý list může být nařezán podélně a příčně na požadované rozměry. Standardní rozměry archů jsou předepsané regulačními orgány Mezinárodní organizace pro standardizaci (International Organization for Standardization – ISO).

#### Další přísady

symbol pro acid-free paper

Neupravený papír, který obsahuje jen stlačenou a usušenou celulózu, je velmi savý (např. savý papír), a neposkytuje dobrý povrch pro psaní nebo tisk. Proto je v papíru použito velké množství přísad na dodání požadovaných vlastností. Ty jsou použity v povrchové vrstvě zvané apretura.
Přísady apretury jsou často polymery navrženy tak, aby poskytovaly lepší povrch pro tisk. Škroby, jako je polyvinylacetát (polyvinyl acetate – PVA), jsou velmi často používané, ale kolik je typů papíru, tolik typů apretur je použito. Povrchové vrstvy též mohou být hlazeny, aby se na papír lépe psalo. Struktura neupraveného papíru je drsná, a proto se pro dosažení větší hladkosti používají povrchové vrstvy sestávající z latexu nebo jiných pojiv a plnidel, jako jsou kaolin nebo uhličitan vápenatý. Lesklé, hedvábné nebo kamínkové papíry, jako časopisecký papír (pro vnitřní stránky), se vyrábějí tímto způsobem. Lesklého efektu (např. na obálkách módních časopisů) se dosáhne na konci tiskového procesu, lakováním nebo laminováním, a není tedy vlastností papíru.
Jiné přísady se používají pro rozšíření různých vlastností papíru, nejčastějšími z nich jsou optické zjasňovače (OZP), které dodávají papíru modrý odstín. Dalšími přísadami mohou být plnidla, klížidla, retenční prostředky,odpěňovače a další, které dodávají papíru vzhled a požadované vlastnosti. „Granitový papír“ je název papírové suroviny obsahující velmi jemná obarvená vlákna buď z látky nebo z papíru.

#### Sušení
Papír se suší i několikrát během výroby (suchý papír je mnohem pevnější než vlhký, proto je lepší papír usušit a předejít tak jeho protržení a zastavení produkční linky).

#### Distribuce
Hromadě několika stovek archů papíru se říká rys papíru (480 archů). 

## Recyklace

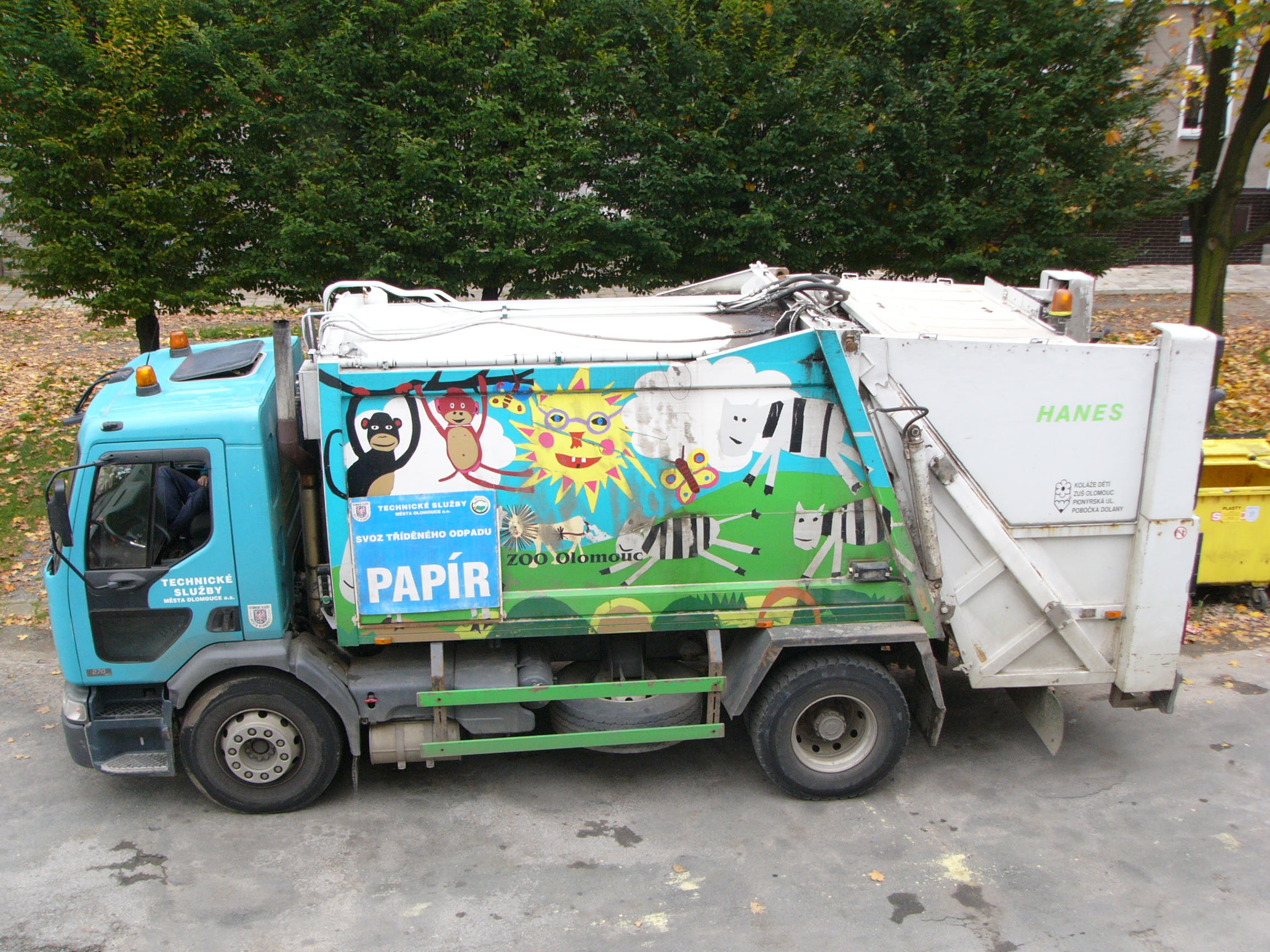
Auto na svoz tříděného papíru v Olomouci

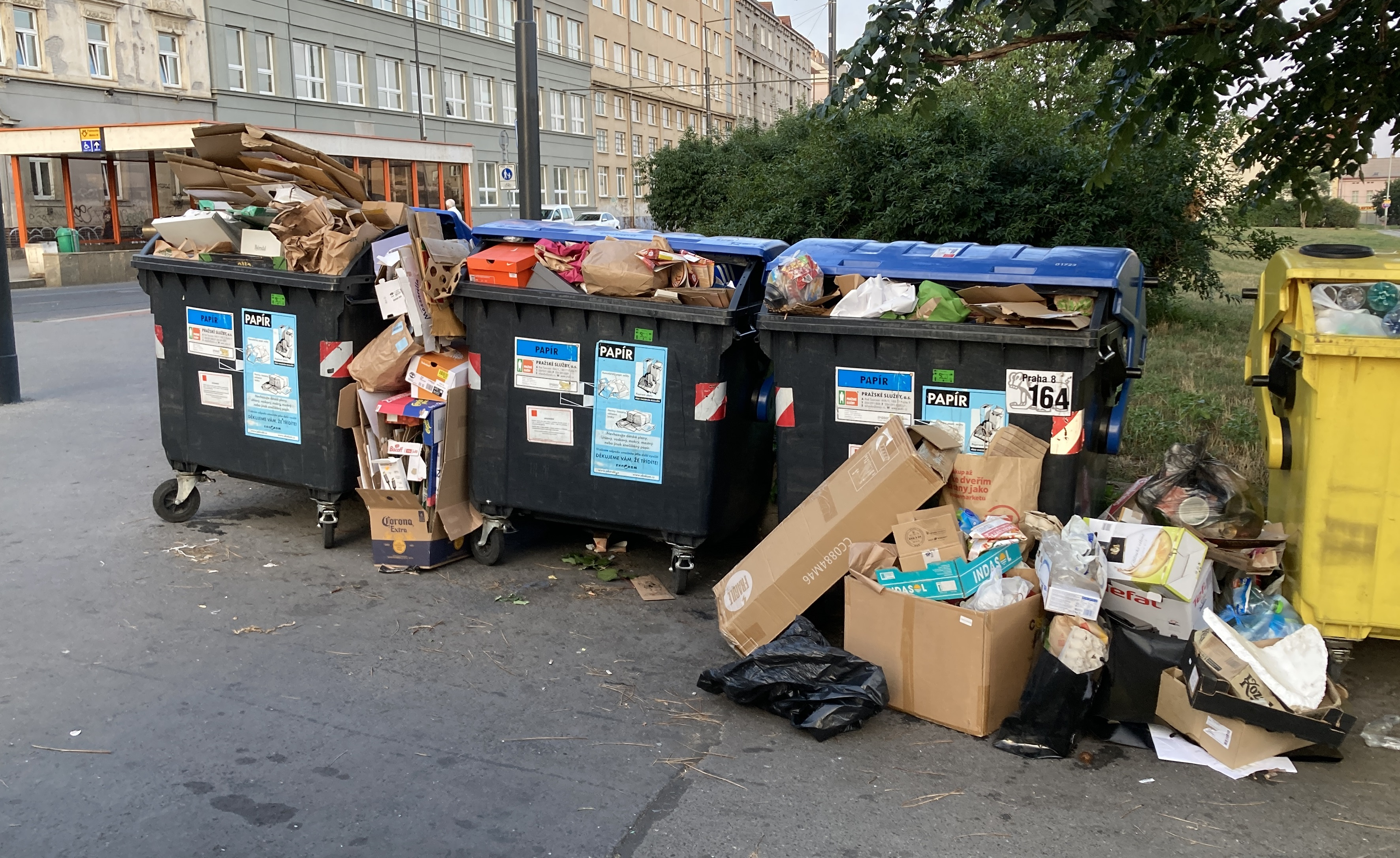
Přetékající kontejnery

Papír patří mezi recyklovatelné materiály. V Česku se na jeho třídění používá modrý kontejner. Na označení papírových obalů vhodných k recyklaci se používá standardní recyklační symbol s číslem uvnitř nebo s označením PAP podle normy ČSN 77 0052-2. Jedná se o vlnitou lepenku (číslo 20), hladkou lepenku (číslo 21) a papír (číslo 22–39).
- Papíry vhodné k recyklaci jsou kancelářský papír, sešity, noviny, časopisy, reklamní letáky, krabice, kartony a lepenka.[7]
- Naopak nevhodné k recyklaci jsou mokré, mastné a znečištěné papíry, voskový a uhlový papír (kopírák), termopapír, použité papírové kapesníky, hygienické vložky, obvazy, obaly ze směsi papíru a jiného materiálu, např. obaly tetrapak obsahující také hliníkovou a polyetylenovou fólii.

Papír lze recyklovat i opakovaně, nicméně sedminásobná recyklace je na hranici technických možností a v praxi se této hranice nedosahuje.